# جان جیکوب استور سوم
جان جیکوب آستور سوم‏ (John Jacob Astor III) (زاده ۱۰ ژوئن ۱۸۲۲ ـ درگذشته ۲۲ فوریه ۱۸۹۰)، از سرمایه‌گذاران، نوع‌دوستان آمریکایی و سرباز جنگ داخلی آمریکا بود. او عضو برجسته خانواده آستور بود و در طول زندگیش ثروت‌مندترین فرد خانواده شد و شاخه بریتانیایی خانواده آستور را بنیان نهاد.

## اوایل زندگی
آستور پسر بزرگ تاجرِ معروف املاک و مستغلات سِر ویلیام بَکهاوس آستور و مارگارت آلیدا ربکا آرمسترانگ بود. برادر تاجرِ کوچکترش، ویلیام بَکهاوس آستور جونیور، بعدها بزرگِ خاندان شاخه آمریکایی خانواده آستور شد.
پدربزرگ و مادربزرگ پدری آستور، جان جیکوب استور و سارا کاکس تاد، تاجر خز بودند. پدربزرگ و مادربزرگ مادری‌اش هم سناتور جان آرمسترانگ جونیور و آلیدا لیوینگستون از خانواده لیوینگستون بودند.
جان آستور سوم در دانشگاه کلمبیا درس خواند و در سال ۱۸۳۹ فارغ‌التحصیل شد، به دانشگاه گوتینگن رفت و سپس در مدرسه حقوق هاروارد دانش آموخت و در سال ۱۸۴۲ از آنجا فارغ‌التحصیل شد. آستور برای این‌که بتواند املاک و دارایی‌های عظیم خانواده‌اش را مدیریت کند، یک سال در رشتة حقوق درس خواند. البته بعدها نیمی از آن ثروت را به ارث برد. این ثروت عظیم میراث جد پدری‌اش در تجارت انحصاری پُرسود خز در اوایل قرن نوزدهم بود.

## حرفه
آستور در حوزه تجارت، از سرِ تفنن به سرمایه‌گذاری در صنعت راه‌آهن پرداخت، اما افسری به‌نام کورنلیوس واندربیلت با زیرکی از او پیشی گرفت و آستور مجبور شد، کنترل خط اصلی راه‌آهن مرکزی نیویورک (از آلبانی تا بوفالو) را به واندربیلت واگذار کند. علاقه اصلی او بارز تجاری، سرمایه‌گذاری در بنگاه املاک و مستغلات آستور در نیویورک بود که به‌شکلی سودآور ولی با صرفه‌جویی آن را مدیریت می‌کرد.

### خدمت سربازی
آستور به‌عنوان سرهنگ دوم هنگ دوازدهم نیروی شبه‌نظامی محلی نیویورک انتخاب شد. او در سال ۱۸۵۳ از سمت خود استعفا داد.
آستور در خلال جنگ داخلی آمریکا، به‌عنوان دستیار مخصوص داوطلب، با درجه سرهنگی به سرلشکر جورج بی مک‌کلن پیوست (که بعدها به فرماندهی کل ارتش ایالات متحده ارتقای درجه یافت) و از ۳۰ نوامبر ۱۸۶۱ تا ۱۱ ژوئیه ۱۸۶۲ خدمت کرد. به پاس خدماتش در طول کمپین شبه‌جزیره، در مارس ۱۸۶۵ به درجه نظامی افتخاری سرتیپ نایل آمد.
در سال ۱۸۸۰ او یکی از همراهان فرماندهی نظامی نیویورک تحت عنوان لشکر وفادار ایالات متحده شد ـ جامعه نظامی متشکل از افسران که در نیروهای مسلح مشترک خدمت کرده بودند. به پاس وفاداری‌اش نشان شمارة ۱۹۰۹ را دریافت نمود.
او با احترام و بذل توجه خاصی به خدمت در جنگ داخلی اشاره کرده و آن را بهترین دوران زندگی خود می‌دانست و با اشتیاق و حس وطن‌پرستی بی‌نظیری در گردهمایی‌های مربوط به گروه نظامی لشکر وفادار شرکت می‌کرد.

### نوع‌دوستی
آستور اشیا و وجوهی را به موزه هنر متروپولیتن اهدا کرد (او این اشیا و وجوه نقد را در سال ۱۸۸۷ به‌همراه مجموعه توری‌های گران‌بهای همسرش به موزه هدیه داد و وصیت کرد ۵۰۰۰۰ دلار دیگر را هم بعد از مرگش به آنجا بپردازند). او و برادرش مراسم یادبودی برای پدرشان در کلیسای ترینیتی برپا کردند و برای زنده نگه‌داشتن یاد پدرشان، مجسمه‌ای بازسازی‌شده و محرابی به ارزش ۸۰۰۰۰ دلار اهدا کردند. او وصیت نمود که ۴۵۰۰۰۰ دلار به کتابخانه آستور بپردازند و کمک مالی یا همان اعانه خانواده را که جمعاً حدود ۱۵۰۰۰۰۰ دلار بود به مؤسسات و نهادها اختصاص داد. آستور همچنین سخاوت‌مندانه وصیت کرد که مبلغ ۱۰۰۰۰۰ دلار به بیمارستان سرطان نیویورک و مبلغ ۱۰۰۰۰۰ دلار به بیمارستان زنان، بیمارستان سنت لوک در نظر گرفته شود و به انجمن کمک به کودکان نیز مبالغی را تخصیص داد.
علاقه او به کتاب‌خانه آستور چیزی ورای تأمین منابع مالی صرف بود. او خزانه‌دار هیئت امنای آنجا بود و در سال ۱۸۷۹ سه قطعه زمین به کتابخانه اهدا کرد که بعدها بالِ شمالی ساختمان کنونی این کتابخانه را خودش ساخت و آن را به مساحت کتابخانه افزود. آستور این سخاوت‌مندی‌ها را به‌همراه مجموعه‌ای از کتاب‌های قدیمی و نسخه‌های خطی کم‌یاب به کتاب‌خانه اهدا کرد.
شارلوت همسر مذهبی متعصب آستور، از برپایی انجمن تازه تأسیس مددکاری کودکان حمایت کرد و رئیس هیئت‌مدیره بیمارستان زنان نیویورک شد؛ مؤسسه‌ای که از ترس او، بیماران سرطانی را پذیرش نمی‌کرد. او شوهرش را متقاعد کرد تا مبلغ ۲۲۵۰۰۰ دلار برای احداث اولین بخشِ بیمارستان سرطان نیویورک بپردازد و آن را «بخش آستور» نامید. شارلوت به‌مدت بیست سال حامی مالی یک مدرسه صنعتی آلمانی بود. او از سال ۱۸۷۲ تا زمان مرگش، مدیر بیمارستان زنان بود. شارلوت همچنین عضو فعال در لیگ نیوبرارا بود که علاوه بر سرخ‌پوست‌ها به خیریه‌های بسیار دیگری هم کمک می‌کرد. او وصیت کرد ۱۵۰۰۰۰ دلار به سازمان‌های خیریه بپردازند.

## زندگی شخصی
آستور در ۹ دسامبر ۱۸۴۶، در کلیسای ترینیتی در نیویورک با شارلوت آگوستا گیبس (زاده ۲۷ فوریه ۱۸۲۵ ـ درگذشته ۱۲ دسامبر ۱۸۸۷) ازدواج کرد. والدین همسرش توماس استانیارن گیبز جونیور و سوزان آنت واندن هوول بودند. در سال ۱۸۴۸، آن‌ها صاحب فرزند به‌نام ویلیام والدورف آستور شدند که بعدها اولین ویسکونت آستور شد و با مری دالگرن پل ازدواج کرد.
در سال ۱۸۵۹، آستور خانه‌ای در خیابان پنجم ۳۳۸ ساخت؛ همان خیابانی که اکنون ساختمان امپایر استیت در آن واقع شده‌است. بعدها او اقامت‌گاه تفریحی مجللِ بیولیو در نیوپورت رود آیلند و عمارت روستایی نویتس در آردسلی‌آن‌هادسون در ایروینگتون نیویورک را ساخت. آستور در سال‌های واپسین عمرش مدام به لندن سفر می‌کرد. در سال ۱۸۹۱، پسرش به‌همراه خانواده‌اش به‌طور دائم در آنجا اقامت گزید و در سال ۱۸۹۹، شهروندی بریتانیا را پذیرفت و ملقب به لُرد آستور شد.
جان جیکوب آستور سوم در ۲۲ فوریه ۱۸۹۰ درگذشت و در قبرستان کلیسای ترینیتی در منهتن به خاک سپرده شد.